# Lysionotus forrestii
лат. Lysionotus forrestii — вид цветковых растений рода Лисионотус (лат. Lysionotus) семейства Геснериевых (лат. Gesneriaceae).

## Этимогия названия вида
Вид назван по имени коллектора Г. Форреста (G. Forrest), обнаружившего растение в 1912 году в Китае в провинции Юньнань (Yunnan).

## Ботаническое описание
Полукустарники. Стебли 50—60 и более сантиметров длиной, в верхушечной части опушённые. Листья черешковые, узкие яйцевидные, эллиптические или обратнояйцевидные, от 4,5 до 11,5 см длиной, в основании широко-клиновидные или клиновидные, по краю пильчатые или зубчатые, на вершине заостренные, с 4—8 боковыми жилками по обе стороны от средней жилки, опушёнными на абаксиальной стороне. Соцветия 1—4-цветковые, цветоносы 3—6,5 см, голые или редкоопушённые; прицветники линейные. Цветоножка 3—8 мм. Чашечка раздельнолистная из 5 голых листочков. Венчик фиолетовый — 3,2—4,8 мм; трубка венчика узкая воронковидная; отгиб двугубый, адаксиальная губа около 6 мм; абаксиальная около 1,2—1,4 см. Тычинки две, пыльники сплюснутые; нектарник кольцевой. Пестик ок. 1,3—2 см, голый. Семенная коробочка 3,8—6,6 см. Семена 0,3—0,5 мм, с волосовидным придатком. Цветение происходит в июле-сентябре, созревание семян в октябре.

## Ареал
Растёт на деревьях и скалах в лесных долинах на высоте 2200—3100 метров над уровнем моря. Китай — юго-восток Тибетского автономного района Сицзан Xizang, северо-запад и запад провинции Юньнань (Yunnan).